# Бурковський Сергій Збиславович
Сергій Збиславович Бурковський нар. 8 вересня 1972, Луцьк) — колишній український футболіст, що грав на позиції захисника. Найбільше відомий за виступами за луцьку «Волинь» у першій українській лізі, виступав також у складі запорізького «Торпедо» у вищій українській лізі, рівненському «Вересі» у першій лізі, калуському ЛУКОРі та чернігівській «Десні» у другій українській лізі, нетривалий час грав також у Казахстані.

## Кар'єра футболіста
Сергій Бурковський народився у Луцьку, і перші кроки у футболі зробив у футбольній секції при школі профспілок у рідному місті, де серед його тренерів був відомий суддя та футбольний функціонер Ігор Безуглий. Розпочав свої виступи у великому футболі молодий захисник у аматорських луцьких командах «Електрик» (пізніше ЕНКО), «Пластик» та «Підшипник», а також за маневицьке «Динамо» та МФК «Ковель». У професійному футболі Сергій Бурковський дебютував на початку 1997 року виступами за клуб із сусідньої області — рівненський «Верес», який на той час виступав у першій українській лізі. У рівненському клубі Бурковський грав до середини 1997 року, і в липні цього ж року став гравцем вищолігового запорізького «Торпедо». Проте колись міцна автозаводська команда переживала тоді не найкращі свої часи, та у цьому році вибула із вищої ліги. Сергій Бурковський грав у запорізькому клубі лише першу половину сезону 1997—1998 років, а з початку 1998 року вже грав за команду свого рідного міста — «Волинь», яка на той час уже вибула до першої ліги. До кінця сезону 1997—1998 років футболіст зіграв за луцький клуб 14 матчів, у яких відзначився 2 забитими м'ячами. У «Волині» Сергій Бурковський виступав протягом трьох років, став одним із основних захисників клубу, усього в першій лізі зіграв за клуб 93 матчі. У ті роки «Волинь» грала дуже нерівно, іноді була на грані вильоту з першої ліги. Покращення виступів відбулось лише з сезону 2000—2001 років, коли до керма клубу повернувся Віталій Кварцяний. У наступному сезоні луцький клуб із новим-старим тренером упевнено виграв першу лігу, та повернувся до вищої ліги. Проте Сергій Бурковський у переможному сезоні зіграв тільки 1 матч, і покинув клуб. З початку 2002 року Бурковський став гравцем друголігової команди з Калуша ЛУКОР. Проте у цій команді футболіст провів лише 4 матчі, і покинув клуб. Далі Сергій Бурковський вирішив спробувати футбольного щастя в Казахстані, у клубі «Жетису», але команді не підійшов, і повернувся до України. У 2003 році футболіст грав за аматорський «Прилад-ЛДТУ» з рідного Луцька, а з початку 2004 року став гравцем чернігівської «Десни». До кінця року Бурковський зіграв за чернігівський клуб 12 матчів, та покинув команду. «Десна» стала для футболіста останнім професійним клубом у кар'єрі. Далі Сергій Бурковський грав за аматорську команду в Радехові, луцький «ВОТРАНС-ЛСТМ» та ОДЕК із Оржева, після чого у 2008 році закінчив виступи на футбольних полях.

## Після завершення футбольної кар'єри
Після завершення кар'єри футболіста Сергій Бурковський працює дитячим тренером у ДЮСШ міста Калуша.